# SV Bubali
El Bubali Sport Club, (conocido como Bubali SC) o simplemente Bubali es un equipo de fútbol de Aruba que juega en la Primera División de Aruba, la máxima categoría de fútbol en el país.

## Historia
Fue fundado el 23 de septiembre de 1943 en la localidad de Bubali, en Noord, y es el club de fútbol más importante de la ciudad y el  único que ha podido ganar por primera vez el título de la Primera División, el cual ganaron en el año 1975, aunque después de eso, el club no ha tenido tanta suerte en el torneo de liga desde que fueron finalistas en el año 1986.

## Rivalidades
En el plano deportivo el equipo Bubali mantiene una rivalidad con varios clubes. Frente al Nacional disputa el «derbi del norte», siendo esta su mayor rivalidad. Otros conatos de menor repercusión fueron puntualmente contra el Real Koyari, el Jong Aruba y con el United, o con el Centro Hubenil Washington.

## Palmarés
- Primera División de Aruba: 1

1975
- Finalista: 2

1966-67, 1986
- División Uno de Aruba: 1

1965-66
- Torneo Copa Betico Croes: 0
- Finalista: 2

2011, 2015